# Hyde Park – Kenwood Historic District

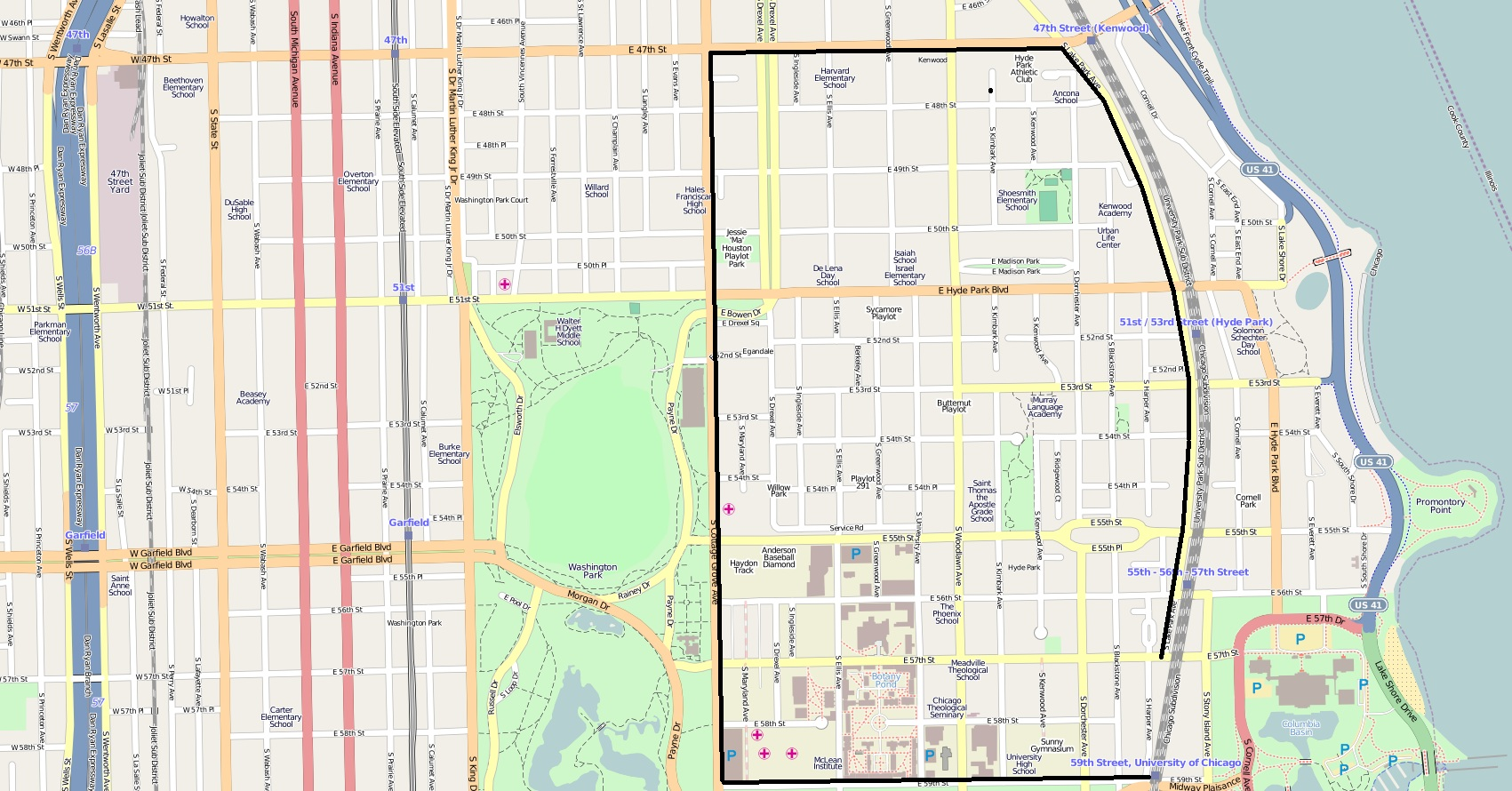
Karte mit Grenzen des Historic District

Hyde Park – Kenwood Historic District ist der Name eines in das  National Register of Historic Places (NRHP) eingetragenen Denkmalschutzensembles in der South Side von Chicago in Illinois, Vereinigte Staaten, zu dem Teile der Stadtviertel Hyde Park und Kenwood gehören. Der nördliche Teil des Historic District überlappt sich mit dem früher als Chicago Landmark ausgewiesenen Kenwood District. Hier befindet sich das Chicagoer Wohnhaus von Barack Obama.
Der historische Distrikt wurde am 14. Februar 1979 in das NRHP aufgenommen. Eine geringfügige Vergrößerung erfolgte zweimal, am 16. August 1984 und am 16. Mai 1986. Der District wird grob begrenzt durch 47th Street, 59th Street, Lake Park Avenue und Cottage Groves Avenue. Obwohl ein großer Teil der darin liegenden Contributing Propertys zur University of Chicago gehören, ist der Hyde Park – Kenwood Historic District weitgehend ein Wohngebiet. Seine historische Bedeutung beruht auf der Architektur und seiner Verbindung mit dem Bildungswesen.
Unter den beitragenden Bauwerken innerhalb des Distriktes befinden sich zahlreiche eigenständig in das National Register eingetragene Anwesen, darunter das Frank R. Lillie House, das Isidore H. Heller House, Amos Jerome Snell Hall and Charles Hitchcock Hall, das Arthur H. Compton House, der Reaktor Chicago Pile-1, St. Thomas Church and Convent, das Frederick C. Robie House, das George Herbert Jones Laboratory und das Robert A. Millikan House. Sie befinden sich alle in Hyde Park, von den in Kenwood ins NRHP aufgenommenen Anwesen liegt keines innerhalb der Begrenzung des Hyde Park – Kenwood Historic District. Auch die University Apartments liegen innerhalb der Distriktsbegrenzung. Chicago Pile-1 und das Robie House sind außerdem zwei der vier bereits am 15. Oktober 1966 in das NRHP aufgenommenen Bauwerke.

## Belege
1. ↑  Lynn Sweet: In Chicago, Obama visits Valerie Jarrett's folks home. In: Chicago Sun-Times. 30. Mai 2010, archiviert vom Original am 4. November 2011; abgerufen am 10. November 2011 (englisch).  Info: Der Archivlink wurde automatisch eingesetzt und noch nicht geprüft. Bitte prüfe Original- und Archivlink gemäß Anleitung und entferne dann diesen Hinweis.
2. ↑  Melissa Harris: Obama’s neighbors near deal on house. In: Chicago Tribune. 1. April 2010, archiviert vom Original am 7. Mai 2010; abgerufen am 10. November 2011 (englisch).  Info: Der Archivlink wurde automatisch eingesetzt und noch nicht geprüft. Bitte prüfe Original- und Archivlink gemäß Anleitung und entferne dann diesen Hinweis.
3. ↑  Hyde Park-Kenwood Historic District im National Register Information System. National Park Service, abgerufen am 11. August 2017.
4. ↑  Hyde Park-Kenwood Historic District (Boundary Increase) im National Register Information System. National Park Service, abgerufen am 11. August 2017.
5. ↑  Hyde Park-Kenwood Historic District (Boundary Increase II) im National Register Information System. National Park Service, abgerufen am 11. August 2017.
6. 1 2 3  National Register of Historic Places Inventory-Nomination Form. Illinois Historic Preservations Society, 14. Februar 1979, archiviert vom Original am 28. November 2009; abgerufen am 1. November 2011 (englisch).
7. ↑  National Register Information System. In: National Register of Historic Places. National Park Service, abgerufen am 23. Januar 2007 (englisch).